# Urasjö
Urasjö är en sjö i Uppvidinge kommun i Småland och ingår i Alsteråns huvudavrinningsområde. Sjön är 16,1 meter djup, har en yta på 0,925 kvadratkilometer och befinner sig 172 meter över havet. Sjön avvattnas av vattendraget Badebodaån. Vid provfiske har bland annat abborre, braxen, gers och gädda fångats i sjön.

## Delavrinningsområde
Urasjö ingår i det delavrinningsområde (633105-148552) som SMHI kallar för Inloppet i Kiasjön. Medelhöjden är 211 meter över havet och ytan är 105,79 kvadratkilometer. Räknas de 4 avrinningsområdena uppströms in blir den ackumulerade arean 232,62 kvadratkilometer. Badebodaån som avvattnar avrinningsområdet har biflödesordning 2, vilket innebär att vattnet flödar genom totalt 2 vattendrag innan det når havet efter 90 kilometer. Avrinningsområdet består mestadels av skog (88 %). Avrinningsområdet har 2,47 kvadratkilometer vattenytor vilket ger det en sjöprocent på 2,3 %.

## Fisk
Vid provfiske har följande fisk fångats i sjön:
- Abborre
- Braxen
- Gärs
- Gädda
- Gös
- Löja
- Mört